# Jeffrey Campbell
Jeffrey Guy "Jeff" Campbell, född 2 oktober 1962 i Salt Lake City, är en amerikansk vattenpolospelare. Han ingick i USA:s landslag vid olympiska sommarspelen 1988 och 1992. Han är bror till Peter Campbell.
Campbell deltog i den olympiska vattenpoloturneringen i Seoul där USA tog silver. Campbell gjorde ett mål i turneringen, i matchen mot Spanien. Fyra år senare i Barcelona slutade USA på en fjärdeplats och Campbell gjorde två mål. Förutom för OS-silver tog Campbell guld i vattenpolo vid panamerikanska spelen 1987 och silver vid panamerikanska spelen 1991.